# Coptodactyla ducalis
Coptodactyla ducalis är en skalbaggsart som beskrevs av Blackburn 1903. Coptodactyla ducalis ingår i släktet Coptodactyla och familjen bladhorningar. Inga underarter finns listade i Catalogue of Life.